# Seychellibasis alluaudi
Seychellibasis alluaudi là loài chuồn chuồn trong họ Coenagrionidae. Loài này được Martin mô tả khoa học đầu tiên năm 1896.